# Malocampa obscura
Malocampa obscura är en fjärilsart som beskrevs av William Schaus 1901. Malocampa obscura ingår i släktet Malocampa och familjen tandspinnare. Inga underarter finns listade i Catalogue of Life.